# Filipijnen op de Olympische Jeugdwinterspelen 2012
De Filipijnen was een van de landen die deelnam aan de Olympische Jeugdwinterspelen 2012 in Innsbruck, Oostenrijk.

## Deelnemers en resultaten
(m) = mannen, (v) = vrouwen 

### Alpineskiën
| Olympiër         | Onderdeel        | Resultaat | Prestatie                           |
| ---------------- | ---------------- | --------- | ----------------------------------- |
| Abel Tesfamariam | reuzenslalom (m) | 37e       | 2.14,33 (+22,63) (1.10,20, 1.04,13) |
| Abel Tesfamariam | slalom (m)       | -         | - (-) (52,02, DNF)                  |

### Kunstrijden
| Olympiër                   | Onderdeel | Resultaat | Prestatie                             |
| -------------------------- | --------- | --------- | ------------------------------------- |
| Michael Christian Martinez | solo (m)  | 7e        | 151.60 [kk: 54.35 (3), vk: 97.25 (7)] |